# Кубок Кар'яла 1999
Кубок Кар'яла 1999 — міжнародний хокейний турнір у Фінляндії в рамках Єврохокейтуру, проходив 11—14 листопада 1999 року у Гельсінкі та Еспоо.

## Результати та таблиця
| 1. | Фінляндія | *** | 2:1 | 3:2 | 3:2 | 3 | 3 | 0 | 0 | 8:5  | 6 |
| 2. | Росія     | 1:2 | *** | 3:1 | 4:3 | 3 | 2 | 0 | 1 | 8:6  | 4 |
| 3. | Чехія     | 2:3 | 1:3 | *** | 4:1 | 3 | 1 | 0 | 2 | 7:7  | 2 |
| 4. | Швеція    | 2:3 | 3:4 | 1:4 | *** | 3 | 0 | 0 | 3 | 6:11 | 0 |

М — підсумкове місце, І — матчі, В — перемоги, Н — нічиї, П — поразки, Ш — закинуті та пропущені шайби, О — очки

## Команда усіх зірок
| Воротар  | Веса Тоскала        |
| Захисник | Франтішек Кучера    |
| Захисник | Єре Каралахті       |
| Нападник | Маґнус Вернблум     |
| Нападник | Їржі Допіта         |
| Нападник | Олександр Харитонов |